# Håcksvik
Håcksvik är kyrkbyn i Håcksviks socken och en småort i Svenljunga kommun. Orten är belägen i sydöstra Västergötland invid Stångån. 
Håcksvik är känt för de gamla målningarna i Klockaregården, utförda av Sven Erlandsson, bror till Lisa Erlandsdotter.
I Håcksvik ligger Håcksviks kyrka.